# Pediomelum cuspidatum
Pediomelum cuspidatum (cũng gọi là Psoralea cuspidata) là một cây lâu năm. Loài cây này mọc ở thảo nguyên đất đen ở Texas. Nó có một inflorescence trên rễ dài 18–40 cm nhú lên từ một rễ ngầm và một rễ sâu dài 4–15 cm.